# Euxoa sigmata
Euxoa sigmata är en fjärilsart som beskrevs av Igor Kozhanchikov 1928. Euxoa sigmata ingår i släktet Euxoa och familjen nattflyn. Inga underarter finns listade i Catalogue of Life.